# ایهتیمان
ایهتیمان شهری در استان صوفیه کشور بلغارستان است که جمعیت آن در سال ۲۰۰۱ میلادی ۱۳٬۶۱۵ نفر بوده‌است.